# Antonio Oliva (politico)
Antonio Oliva (L'Avana, 19 giugno 1827 – Roma, 14 maggio 1886) è stato un politico e patriota italiano.

## Biografia
Antonio Oliva nacque, primogenito di cinque fratelli, all'Avana, nell'isola di Cuba, il 19 giugno 1827 da Giuseppe, mergozzese, e Matilde Turla. Tornato a Mergozzo, piccolo borgo medioevale affacciato sul lago omonimo, in tenera età con la famiglia, fu avviato agli studi rivelando una pronta intelligenza.
Compiuti i dodici anni, lasciò il piccolo borgo lacustre per iscriversi all'Accademia Scientifica di Milano.
Studente capace ed intelligente, non riuscì però a trovare interesse e soddisfazione negli studi di scienze naturali. Decise così di mutare il proprio indirizzo di studi rivolgendosi alle scienze giuridiche e politiche. Si dimostrò ben presto il primo del proprio corso, dimostrando un'inclinazione naturale verso il diritto.
L'impronta razionalista ricevuta sia dalla famiglia che dal primo ciclo di studi lo fecero avvicinare sempre di più all'universo illuminista, in cui ben presto s'identificò pienamente.
Fu grazie alla sua passione per il diritto che nacque in Oliva l'interesse per la questione politica nazionale. Si riconobbe nell'ideale mazziniano dell'Italia unita ed indivisibile, a cui unì un certo astio per il clero e per la concezione divina della religione cattolica. Da buon illuminista, egli vedeva infatti la scienza e il pensiero al disopra e al principio di ogni moto umano.
Antonio divenne presto tra i suoi giovani coetanei uno dei capi del movimento politico che condusse all'ondata insurrezionale del 1848. L'ambiente milanese in cui studiava era in subbuglio, i giovani patrioti stavano preparandosi ad un'insurrezione che avrebbe finalmente fatto tremare il potere imperiale.
Allo scoppio delle cinque giornate di Milano del 1848, Antonio si trovava come capo manipolo di un folto gruppo di patrioti dediti alla presa del Palazzo del Governo. Fu fatto prigioniero dalle truppe del maresciallo Radetzky ma riuscì abilmente e fortunosamente a liberarsi ed a ritornare tra i propri compagni.
Nominato dal governo provvisorio di Milano ufficiale delle truppe lombarde, preferì fare ritorno in Piemonte dove si arruolò, volontario di truppa, nelle file del generale Alfonso La Marmora. Inquadrato tra i bersaglieri di La Marmora, rimase per tutta la dolorosa campagna del 1848-49. Da bersagliere ricevette una buona impostazione militare di base che gli fu di grande utilità nelle successive operazioni militari.
Al termine della campagna piemontese si recò a Roma (dov'era stata istituita la Repubblica), agli ordini di Giacomo Medici. Sapeva che l'avventura romana sarebbe durata poco, ma per Oliva, quella repubblica rappresentava tutti i valori di cui si era fatto portavoce tra la gioventù milanese. Nell'Urbe prese parte a numerosi episodi di difesa, distinguendosi per coraggio a porta San Pancrazio e meritandosi, ancora una volta, la nomina ad ufficiale e tribuno del popolo sul campo. Qui conobbe anche il giovane Giuseppe Garibaldi, con cui instaurò subito un rapporto di reciproca stima e fiducia.
Tornato a Torino, continuò la sua opera di incitamento delle coscienze in favore dell'unità d'Italia. Il 18 marzo 1854, l'Oliva diffuse in tutta la città un appello ai torinesi onde si presentassero in piazza Castello per appoggiare con la loro presenza una delegazione che si sarebbe recata dal Re per richiedere la grazia per tre feroci banditi astigiani condannati a morte che dovevano salire sulla forca quel giorno. Subito i tre furono arrestati in quanto “promotori di ribellione e intimidazione alla persona del Re”. Insieme all'Oliva furono arrestati l'avvocato Tommaso Villa e Vincenzo Brusco Omnis. La notizia fece molto scalpore a Mergozzo.
I tre giovani dimostranti arrestati a Torino quel 18 marzo furono assolti con formula piena in prima istanza. Tuttavia, il Ministro Urbano Rattazzi ricorse alla prima assoluzione e chiese la celebrazione della seconda istanza del processo; ma anche qui i tre giovani vennero assolti nuovamente con formula piena.
Nel decennio che intercorre tra il 1850 ed il 1859, l'Oliva, appena laureato, si affermò come giurista e nell'avvocatura.
Coinvolto anche politicamente nelle file della sinistra negli affari di stato, si rivelò promotore dell'alleanza franco–sabauda.
Nel 1859, allo scoppio della seconda guerra d'indipendenza si arruolò nuovamente come volontario. Alcuni suoi allievi, studenti di diritto, si arruolarono con lui. Dopo un breve corso da ufficiale fu assegnato, su sua richiesta, come sottotenente dei Cacciatori delle Alpi. La brigata, guidata da Garibaldi, fu costituita nel febbraio 1859 a Cuneo e si rese protagonista di formidabili azioni sul confine lombardo. Con gli uomini al suo comando, Oliva riuscì a portare a termine una serie di azioni di disturbo verso gli austriaci. Promosso luogotenente combatté a Varese e Laveno. Per la decorosa condotta sul campo di battaglia fu promosso capitano.
L'amicizia personale con Garibaldi crebbe a tal punto che il generale lo volle con sé nel 1860 anche nella Spedizione dei Mille in Sicilia, seppur non fu tra I Mille, mainquadrato in uno dei reparti di volontari di Agostino Bertani successivamente alla prima spedizione.
Nel novembre di quello stesso anno riprese le sue funzioni di ufficiale delRegio Esercito, venendo inquadrato nei bersaglieri.
Nel 1861 tornò all'insegnamento, come professore di Diritto Costituzionale e di Storia del Diritto all'Università di Parma. L'Italia era unita, rimanevano aperte tuttavia la questione veneta e la questione romana. Dai suoi scritti si evince tutto l'ardore con cui l'Oliva teneva alla problematica unitaria. Nemico del potere temporale della Chiesa, rivelò una profonda ostilità verso lo Stato Pontificio visto come avversario dell'unità nazionale.
A Parma fu tra i fondatori, nel marzo 1862, della società di tiro a segno, inaugurata da Garibaldi.
A Parma conobbe e si avvicinò profondamente a Francesco Crispi. La fama politica di Oliva era ormai diventata superiore a quella del giurista. Numerosi colleghi emiliani lo proposero come candidato al Parlamento. E nel novembre 1865 fu eletto alla Camera.
Nel 1866 l'Italia scese nuovamente in guerra, al fianco della Prussia, contro l'Austria (Terza guerra d'indipendenza). Anche in questa campagna, Antonio, scelse di arruolarsi volontario nonostante fosse già a capo di una folta famiglia.
Vista la sua età ormai non più giovane fu assegnato allo stato maggiore del corpo dei Bersaglieri. Ma Antonio sentiva di poter ancora comandare una compagnia sul campo di battaglia. Decise così di chiedere il trasferimento nel Corpo Volontari Italiani, comandato dal generale Garibaldi. La richiesta fu accolta ed il capitano Oliva fu posto al comando della 2ª Compagnia del 2º Battaglione dei Bersaglieri milanesi, alle dipendenze del maggiore Nicostrato Castellini.
Partecipò alla campagna del Trentino e dell'alta Lombardia, segnalandosi nella battaglia di Vezza d'Oglio per coraggio ed abilità di comando.
Verso le 3 della notte del 4 luglio 1866 gli austriaci occuparono il borgo di Vezza d'Oglio. L'avamposto di Vezza e Grano, controllato dai Volontari Italiani, secondo gli ordini, si ritirò verso Incudine, ma - raggiunti a valle - gli uomini del maggiore Nicostrato Castellini, questo rimase stupito in quanto non aveva conoscenza degli ordini. Pertanto lanciò i suoi uomini alla battaglia per riprendere le posizioni perdute.
Nel frattempo però Vezza d'Oglio era stata completamente occupata dagli austriaci, che avevano piazzato anche quattro cannoni sul monte Castello. Gli italiani avanzarono su tre fronti: alla sinistra, verso la frazione di Grano, al centro, verso il paese, alla destra, contro i nemici che occupavano la sponda destra dell'Oglio. Nel tentativo di impadronirsi dei cannoni sul monte Castello, lo stesso maggiore Castellini perse la vita bersagliato da numerosi colpi. La perdita di Castellini, figura eminente, colpì non poco l'anziano capitano Oliva che, tuttavia, non si perse d'animo e continuò brillantemente l'azione alla testa del Battaglione Bersaglieri Lombardi. Oliva ordinò di proseguire l'attacco alla baionetta.
Verso le 8 gli austriaci avanzarono con i loro reparti, costringendo gli italiani al ritiro. Questi fuggirono in rotta verso Edolo, dove si trincerarono, ma gli austriaci, avanzati fino a Davena, recuperati i loro feriti, si ritirarono oltre il Tonale. Nel combattimento il Battaglione si distinse per impeto e coraggio. Antonio Oliva fu promosso sul campo maggiore e gli fu concesso il cavalierato dell'Ordine Militare di Savoia.
La motivazione della decorazione esplicita chiaramente le capacità di cui il nostro era dotato.
“Per avere in combattimento, con molta intelligenza e valore comandato il Battaglione dopo caduto il maggiore Castellini e sostenuta la ritirata con molta energia e persistenza contro forze molto superiori. Vezza d'Oglio, 4 luglio 1866”
Tuttavia, sfogliando l'albo d'oro dei decorati di Ordine Militare di Savoia risulta la seguente motivazione: "Per militari benemerenze quale Capitano del 2º Battaglione Bersaglieri per la campagna di guerra del 1866 - R.D. n.120 bis del 6 dicembre 1866.
Al termine della guerra, nel 1867, Oliva fu membro, coi senatori Cairoli e Pallavicini, del Comitato per la spedizione garibaldina nell'Agro Romano. Quella dell'Agro Romano fu la sua ultima impresa militare, in quanto Oliva tornò alla Camera dei Deputati.
Politico valido e propositivo, fu eletto per otto legislature presso i collegi di Fiorenzuola d'Arda, Manduria e infine Novara, restando a Montecitorio fino al 1886.
Oltre all'attività di parlamentare e di insegnante svolse pure un intenso lavoro di pubblicista, diventando direttore del foglio di Francesco Crispi La Riforma.
L'avvocato mergozzese si era conquistato la stima di grandi personaggi politici e militari.
Garibaldi su tutti lo ebbe caro definendo “la sua figura una delle più complete tra quelle del risorgimento perché uomo di azione e di pensiero.”

### Attività parlamentare
Di Oliva “onorevole” ci giungono tre importanti discorsi che ne rivelano l'alto grado di preparazione e di cultura.
I suoi interventi sono sempre seguiti con grande attenzione e rispetto anche da parte degli avversari. Spesso interrotti da applausi ed anche contestazioni.
Antonio era un oratore nato, la sua parlata era elegante, trascinante, appassionata e che andava subito al cuore dei problemi sviscerandone con sapienza i contenuti.
Era il 5 aprile 1881, da dodici giorni la Camera dibatteva sulla “riforma elettorale”.  Il parlamento si era insediato a Roma dieci anni prima e, da dieci anni, l'Italia aveva vissuto in pace cercando, attraverso la politica, di completare quel percorso di unificazione iniziato nel 1848. Il tema sulla riforma elettorale era di grande importanza per il processo unificatorio, dall'emanazione dello statuto il suffragio era consentito solo ad una ristretta cerchia di persone.
Quel 5 aprile Antonio Oliva prese la parola attirando il silenzio e l'attenzione dei membri dell'Assemblea. Con un lungo intervento sostenne in modo appassionato la necessità democratica del voto universale che coinvolgeva tutti i cittadini, ricchi e poveri, sapienti e meno eruditi. Tutti, per il sol fatto di essere cittadini: “… la conclusione ultima sarebbe che il padre di famiglia, come tale, dovrebbe avere tanti voti quanti sono i voti dei figli. Lascio di parlare delle altre illazioni che ci porterebbero nel campo del voto alle donne… forse verrà il momento in cui questa questione potrà essere sollevata”.
L'Oliva chiese inoltre che nel sistema elettorale fosse introdotto lo scrutinio di lista permettendo di temperare il troppo rigido sistema uninominale che penalizzava eccessivamente le minoranze.
“… se l'idea è forte e tale da trascinare con sé le opinioni, prevarrà, se non è tale deve soccombere. Questa è l'opinione che io esprimo, la quale porterebbe l'esclusione di questi congegni artificiali per lasciare alla natura delle cose, alla forza morale delle idee alla virtù politica il libero campo della lotta”.
In quel tempo sostenere simili tesi significava essere paragonati a Don Chisciotte alle prese con le sue improbabili avventure, ma, nonostante tutto Antonio Oliva combatté la sua battaglia con decisione e preparazione incurante della “sordità” della maggioranza dei deputati.
Nella tornata dell'8 maggio 1885 Antonio Oliva intervenne alla Camera sulla politica estera spronando il Governo ad una maggiore e più incisiva azione in Africa Occidentale.
Vedeva la necessità per l'Italia, al pari delle altre potenze europee, di occupare una posizione di rilievo nel continente africano.
Parafrasando Cattaneo definì il Canale di Suez ed il Mar Rosso la “via delle nazioni” e in quanto tale sarebbe dovuta essere protetta lungo le sue coste.
Chiese al governo di intervenire nella questione sulla convenzione tra Inghilterra ed Egitto in merito allo schiavismo. A suo parere, la convenzione, avrebbe dovuto essere allargata anche all'Italia “maestra di civiltà”.
Nel suo discorso mise anche in rilievo l'opera degli esploratori ed il loro grande merito di svelare all'occidente i segreti, la storia e le ricchezze d'Africa.
L'intervento ricevette il plauso e la piena approvazione dei deputati presenti.
Ma il discorso in cui l'Oliva dispiegò tutte le sue risorse intellettuali e ideologiche di uomo dell'800, secolo positivista, fu tenuto in occasione della seduta parlamentare del 10 marzo 1881 sul tema “Concorso dello Stato nelle opere edilizie di Roma”.
La legge in oggetto prevedeva un contributo dello Stato mediante esenzione pluriennale (15-20 anni) delle imposte sulle nuove costruzioni. Nel suo intervento ripercorse dottamente la storia d'Italia nelle sue espressioni artistiche ed architettoniche della Roma Imperiale ai suoi giorni. Egli sostenne la bontà del provvedimento che avrebbe contribuito con decisione alla realizzazione di grandi opere tali da rendere testimonianza al mondo dell'alto grado di civiltà e di progresso dello stato italiano.
Nel suo dire, l'Oliva, si sentiva forte dell'influenza del pensiero d'oltralpe, del secolo dei lumi, particolarmente dei filosofi post-illuministi Saint-Simon e Comte, fautori di una nuova religione dell'umanità in cui il “Grand-être” avrebbe sostituito il Dio delle Scritture.
Antonio Oliva in un suo intervento del 10 marzo 1881 attaccò pesantemente la Chiesa ed il Cristianesimo prevedendone la breve fine.
“Il mondo guarderà a Roma (dopo che saranno realizzate le nuove opere) come al faro della Civiltà e davanti a questo faro la facella del Vaticano si spegnerà, e si spegnerà ben presto … A fianco del Sillabo immobile espressione di una rivelazione cieca e fatale stia l'Editto pretorio della Scienza.”
L'Assemblea rispose ancora una volta con calorosi applausi.

### Lo scandalo della Banca romana
Antonio Oliva, che ormai si era affermato, fu travolto in pieno dallo scandalo che sfocerà, appena un anno dopo la sua morte (1887) nello “scandalo della Banca Romana”.
E fu proprio nel 1886 che la “facella” del nostro protagonista iniziò ad ottenebrarsi. Venne attaccato duramente alla Camera e invitato pubblicamente a risolvere le sue pendenze verso i “creditori delusi”. In quello stesso anno il tribunale di Pallanza chiese alla Camera il permesso di avviare alcuni procedimenti penali nei confronti del nostro, accusato di corruzione e concussione.
Ed Antonio Oliva non resse la vergogna, lui, il giurista e l'ufficiale integerrimo si trovò d'improvviso piombato in un abisso dal quale, apparentemente, non sarebbe mai potuto uscire. Assieme a lui furono coinvolte negli scandali romani anche numerose personalità tra cui i figli di Garibaldi, Ricciotti e Menotti che furono ridotti sul lastrico.
Nel marzo del 1886 "La Voce del Lago Maggiore" pubblicava un duro articolo in cui si leggeva dell'Oliva zittito alla Camera da un collega onorevole che lo invitava a saldare i propri debiti.
"L'incidente Oliva ha destato molti commenti.(...) Un deputato gli scrisse che se avesse avuto il coraggio di parlare a favore della politica finanziaria, che condusse al disavanzo, lo avrebbe interrotto chiedendogli che aggiustasse prima le sue pendenze e si mettesse in regola con altri suoi creditori delusi. Allora Oliva ha lasciato passare il suo turno senza prendere la parola.(...)"
Un altro duro articolo fu invece pubblicato dalla Gazzetta Nazionale il 7 aprile 1886 e riportato sempre da "La Voce del Lago Maggiore" in quello stesso mese. L'articolo parlava di alcuni deputati della sinistra radicale del Collegio di Novara ritenuti, ingiustamente, almeno per quanto riguarda l'Oliva, "scadenti".
"(...) La candidatura dell'Oliva s'è squagliata come neve al sole. Le preclare doti dell'egregio uomo tanto decantato dal partito radicale, ormai rifulsero talmente che niuno più sembra ricordarsi che l'Oliva abbia rappresentato il Collegio. Resta solo vetus memoria facti dolorosa. (...)"
Un ultimo mesto articolo sul conto del nostro deputato fu pubblicato sempre dallo stesso foglio il 18 maggio 1886.
"L'ex-deputato del 1° Collegio di Novara, Antonio Oliva, i cui scandali economici e la cui disordinata vita privata fecero tanto parlare anche nel febbraio-marzo scorsi, è morto improvvisamente per vizio cardiaco il 14 corrente a Roma. Il ministero perde un degno ma infelice difensore, che ora cercava invano un collegio. La famiglia rimane in condizione molto meschina; e con la scomparsa del disgraziato non prevale altro che un sentimento di pietà."
E così, Antonio Oliva morì il 14 maggio 1886 nella vergogna e nel rancore di molti, quegli stessi molti che, anni prima lo avevano apprezzato come politico e come militare. Mergozzo, la terra della sua famiglia, lo ricorderà sempre con stima. Celebre fu una sua visita datata 1882. Il rampante deputato, all'apice della sua carriera politica, fu accolto dalla popolazione mergozzese festante. In suo onore, nei locale della Trattoria Lomazzi, fu imbandita una grande riunione conviviale con la presenza dell'autorità, della Società Operaia e del parroco don Giovanni Maria Albera che, da par suo, animò con gran brio la serata.
L'Oliva era stimato ed appoggiato massicciamente dalla popolazione colta e borghese del paese che tenne sempre vivi rapporti con lui. Tuttavia, con quella morte così improvvisa e così sommersa dallo scandalo, la sua figura di patriota cadde nell'oblio.
Durante il ventennio fascista, il podestà Tamini, lo riportò a quegli onori di cui si rese degno in vita. Una lapide a lui dedicata fu posta sull'allora palazzo municipale. Nel 1945 a liberazione avvenuta, l'epigrafe, venne cancellata perché ritenuta espressione della retorica di regime e sostituita con l'attuale defascistizzata.